# Jan de Natris
Johannes Daniel "Jan" de Natris, född 13 november 1895 i Amsterdam, död 16 september 1972 i Amsterdam, var en nederländsk fotbollsspelare.
Han blev olympisk bronsmedaljör i fotboll vid sommarspelen 1920 i Antwerpen.